# Guerra entre Chandragupta Maurya y Seleuco I

Satrapías del valle del Indo en la época de Alejandro:
I: Amintas y Esciteo (323-321 a. C.), Estasanor (321-¿?).
II: Oxiartes (326-¿?)
III: Sibirtio (323-303 a. C.)
IV: Peitón (325-316 a. C.)
V: Filipo (327-326 a. C.), Eudamo y Taxiles (326-323 a. C.), Taxiles (323-321 a. C.), Poro (321-¿?) y Eudamo (¿?-316 a. C.).

La guerra entre Chandragupta Maurya y Seleuco I fue un conflicto armado librado entre el Imperio seléucida y el Imperio maurya, cuando este último Estado intentó recuperar las satrapías anexadas por el Reino de Macedonia. El diadoco, «sucesor», Seleuco I Nicátor luchó por intentar contener la expansión maurya sin mucho éxito, ya que la guerra significó la conquista maurya de los territorios del actual Afganistán y el valle del Indo. Posteriormente, el emperador Chandragupta Maurya consolidó sus conquistas con una alianza matrimonial con los seléucidas, convirtiendo su país en una gran potencia.

## Antecedentes

Territorios de Chandragupta antes de la guerra.

Chandragupta Maurya, llamado Sandrocottus por los griegos, expulsó a las guarniciones griegas de Panyab y Sindh, haciéndose el señor de aquellas provincias y organizando un reino con la ayuda de su ministro Chanakia. Posteriormente, en 322 a. C., conquistó el reino de Magadha, que dominaba la cuenca del Ganges, y acabó con la dinastía Nanda gracias a su talento militar, ya que ésta poseía un ejército de doscientos mil infantes, ochenta mil jinetes, ocho mil carros y seis mil elefantes; la guerra acabó con el asedio y caída de Pataliputra, capital nanda.
En tanto, los estados del valle del Indo y el actual territorio afgano formaban parte del imperio de Alejandro Magno, pero cuando éste murió, las guerras de los diádocos dividieron su imperio puesto que sus generales se disputaron la supremacía. En los territorios orientales, Seleuco I Nicátor (Suluva para los indios) se hizo con el control y fundó el Imperio seléucida.
En 305 a. C. se dio el choque entre el expansionismo del nuevo Imperio maurya, deseoso del mencionado valle y el rico reino de Gandhara, y un Seleuco deseoso de mantener sus territorios orientales. Por entonces, el ejército maurya sumaba seiscientos mil infantes treinta mil jinetes y nueve mil elefantes. Se desconocen las fuerzas seleúcidas, pero puede especularse con el tamaño del ejército que utilizó Antioco III el Grande durante la campaña en que sometió Media, Hircania, Bactria y el noroeste de India: 100.000 infantes y 20.000 jinetes (209-205 a. C.). La población del imperio de Seleuco sumaba 30 millones de personas.

## Guerra

Mapa de los territorios de Chandragupta al final de la guerra.

Al parecer, los ejércitos seleúcidas cruzaron el Indo e invadieron el subcontinente aunque el desarrollo preciso de la guerra se desconoce.
Los indios lograron derrotar en varias batallas a los macedonios gracias a que su caballería, infantería, carros de guerra y elefantes iban equipados con armas más avanzadas y armaduras de metal de mejor calidad. Claves fueron los paquidermos, ante los cuales los macedonios se demostraron incapaces; además, la infantería de Seleuco era demasiado lenta para contrarrestar a los infantes ligeros y pesados indios. La falange macedónica se demostró incapaz de hacer frente a los hábiles arqueros enemigos y las tácticas mauryas basadas en la doctrina Vyūha: «el triunfo de Chandragupta sobre Seleuco demostró la inherente debilidad de los grandes ejércitos helénicos cuando se confrontaron con la habilidad y disciplina india».
Al final del conflicto, los ejércitos seleúcidas estaban casi destruidos y debieron ceder el Aria, Aracosia, Gedrosia y Paropamísadas. Poco después, Chandragupta comenzaba su expansión en el Decán, el centro del subcontinente indio, consolidando un imperio que dominaba la región.

## Consecuencias
Finalmente, en 303 a. C., Seleuco optó por una alianza matrimonial, epigamia, casando a una de sus hijas, ya que la crónica Bhavishia-purana menciona que el matrimonio de una princesa yavana (denominación en sánscrito para los griegos), a cambio de 500 elefantes de guerra que, posteriormente, le serían de mucha utilidad en la batalla de Ipsos, en el 301 a. C.. El acuerdo fue negociado por el enviado griego Megástenes, de cuyos relatos se basan las cifras de Plutarco y Plinio el Viejo sobre los ejércitos indios.

### Antiguas
- Apiano. Las guerras sirias. Libro 11 de Historia romana. Digitalizado por UChicago. Basado en traducción griego antiguo-inglés por Horace White, 1913, Harvard University Press, parte de Loeb Classical Library.
- Estrabón. Geografía. Digitalizado por Perseus. Basado en edición y traducción griego antiguo-inglés por H. C. Hamilton & W. Falconer, Londres: George Bell & Sons, 1903.
- Marco Juniano Justino. Epítome de las «Historias Filípicas» de Pompeyo Trogo. Libro 41. Digitalizado por Attalus. Basado en traducción latín-inglés por John Selby Watson, 1853, Londres: Henry G. Bohn.
- Gayo Plinio Segundo. Historia natural. Libro 2 digitalizado por UChicago. Basado en edición de Karl Mayhoff, en latín, edición de Teubner, 1909.
- Plutarco. Vida de Alejandro. Libro de Vidas paralelas. Digitalizado por UChicago. Basada en traducción de latín-inglés por Bernadotte Perrin, volumen VII de la Loeb Classical Librery, 1919.

### Modernas
- Grant, Michael (1990). The Hellenistic Greeks: From Alexander to Cleopatra. History of Civilisation. Londres: Weidenfeld & Nicolson. ISBN 0-297-82057-5.
- Grant, R. G. (2013). Commanders. Dorling Kindersley Publishing. ISBN 9781465402257.
- Kosmin, Paul J. (2014). The Land of the Elephant Kings: Space, Territory, and Ideology in Seleucid Empire. Harvard University Press. ISBN 978-0-674-72882-0.
- Majumdar, Ramesh Chandra (2003) [1952]. Ancient India. Motilal Banarsidass. ISBN 81-208-0436-8.
- Mookerji, Radha Kumud (1988) [1966]. Chandragupta Maurya and his times. 4ª ed. Motilal Banarsidass. ISBN 81-208-0433-3.
- Sagar, Krishna Chandra (1992). Foreign Influence on Ancient India. Northern Book Centre. ISBN 9788172110284.

- Datos: Q7447941